# Ditt ord, o Jesus, skall bestå
Ditt ord, o Jesus, skall bestå är en psalm av Lina Sandell om Guds rikes storhet och beständighet. På ett livfullt sätt skildras kampen mot det riket (”syndens vågor”, ”stormar det”, ”moln och mörker”, ”mörkrets makter”), men sången mynnar ut i trosvisst jubel (även om vers 5 innehåller en viktig reservation) och en lovsång (vers 6) som i Lova Herren 1988 försetts med ståpsalmsasterisk (*). De bägge första verserna diktade hon 1863 medan det dröjde till 1867 innan hon diktade verserna 3-6. Texten bearbetades 1919.
Sångböckerna "Guds lov" (1935) och "Lova Herren" (1987) har samma textversion, som i huvudsak är trogen ursprungstexten. En avvikelse är att i Guds lov har i sista versen originalets "en innebyggare" i stället för "som innebyggare".
I EFS-tillägget 1986 under rubriken "Ordet" (något oegentligt, eftersom psalmen inte direkt berör Guds ord annat än i första raden). EFS-tillägget har i v. "äro här" i stället för "hopas här", trots en tydlig ambition att ha samma version som frikyrkorna – kom kanske ordet "hopas" in först i slutskedet av frikyrkornas sångboksarbete så att EFS inte "hann med"?
Melodin är i Psalmer och Sånger en tysk folkvisa (F-dur, 2/2), känd från Wittenberg 1533 och använd även till psalmen Gud låter sina trogna här. I Lova Herren 1988, Guds lov och EFS-tillägget 1986 används en melodi av Oscar Ahnfelt som år 1861 publicerades till sången Vem är en sådan Gud som vår. Den skrevs ursprungligen i D-dur, 4/4 takt, med ett väldigt tonomfång (från lilla A till tvåstrukna E), men har både i Lova Herren och EFS-tillägget sänkts till D-dur. Upptakten har däremot höjts en oktav i Lova Herren (till ettstrukna G) och en kvart i EFS-tillägget (till C).

## Publicerad i
- Hemlandstoner 1863, Bernhard Wadströms sångsamling, men enbart med de bägge första verserna.
- Korsblomman 1868,  som dikt i kalendern tryckt 1867, med verserna 3-6.
- Metodistkyrkans psalmbok 1896, som nr 426 under rubriken "Missionen".
- Hemlandssånger 1891 nr 114 under rubriken "Högtiderna".
- Svenska Missionsförbundets sångbok 1920 som nr 486 under rubriken "Gudsförsamling" 4 verser
- Guds lov 1935 som nr 492 under rubriken "Mission".
- Sångbok för söndagsskolan 1962, 3 verser, som nr 217 under rubriken "Missionssånger"
- Psalmer och Sånger 1987 som nr 413 under rubriken "Kyrkan och nådemedlen - Ordet".[1]
- EFS-tillägget 1986 som nr 716  under rubriken "Ordet"
- Lova Herren 1988 som nr 735 under rubriken "Mission".